# Milivoj Bolobanić
Milivoj Bolobanić (Olib, 15. veljače 1937.)  hrvatski je katolički svećenik, crkveni dužnosnik i pisac.

## Životopis
Rođen je 15. veljače 1937. godine u Olibu. Osnovnu školu završio je 1947. godine, a klasičnu gimnaziju u Nadbiskupskom sjemeništu Zmajević 1954. godine, u Zadru. Teologiju je diplomirao 1962. na Katoličkom bogoslovnom fakultetu u Zagrebu. Za svećenika je zaređen 29. lipnja 1961. godine.
Kao župnik služio je u Privlaci, Zemuniku i u Svetištu Sv. Šime u Zadru, eskurirajući župu Crno. Tijekom Domovinskoga rata bio je župnik i dekan u Biogradu na Moru. Dekansku službu obavljao je i u Zemuničkome i Zadarskom dekanatu. U dva susljedna mandata bio je tajnik Svećeničkoga vijeća Zadarske nadbiskupije, a obnašao je i dužnost predsjednika Dijecezanskoga vijeća za pastoral mladih. Bio je predsjednik Dijecezanskoga vijeća za proslavu Velikog Jubileja 2000. godine kršćanstva. Obavljao je i odgovornu službu generalnog vikara Zadarske nadbiskupije te bio župnik u katedrali Sv. Stošije. Od 2006. godine župnik je Župe Marije Kraljice mira u Zadru. Otac je jedne kćeri.
Autor je knjige Kako prepoznati zamke Zloga, čiji je predgovor napisao don Gabriele Amorth. 
Član je Cenakula.

## Djela
- Svetište zadarskog zaštitnika sv. Šimuna, 1973. (priredio)[4]
- Kako prepoznati zamke Zloga (1999.)[5]
- Molitva za nutarnje ozdravljenje, (2005., članak)[6]
- Ovce moje slušaju glas moj : razmatranje Božje riječi za vjernike : godina C (2010.)[7]
- Hrabro samo! Ja sam! Ne bojte se! : razmatranja Božje riječi za vjernike : godina A (2011.)[8]
- Bdijte, jer ne znate dana ni časa! : razmatranja Božje riječi za vjernike : godina B (2011.)[9]

## Poveznice
- Josip Blažević
- Smiljan Kožul

## Vanjske poveznice
Mrežna mjesta
- Don Milivoj Bolobanić: Zašto Bog dopušta djelovanje zlog duha, www.bitno.net